# Italochrysa froggatti
Italochrysa froggatti är en insektsart som först beskrevs av Peter Esben-Petersen 1914. 
Italochrysa froggatti ingår i släktet Italochrysa och familjen guldögonsländor. Inga underarter finns listade i Catalogue of Life.